# مانوئل آنخل
مانوئل آنخل (انگلیسی: Manuel Ángel؛ زادهٔ ۱۵ مارس ۲۰۰۴) بازیکن فوتبال اهل اسپانیا است که در حال حاضر برای باشگاه فوتبال رئال مادرید کاستیا بازی می کند.
وی همچنین در تیم‌های ملی فوتبال زیر ۱۶ سال اسپانیا، زیر ۱۸ سال اسپانیا، زیر ۱۹ سال اسپانیا، و زیر ۲۰ سال اسپانیا بازی کرده است.